# ジョン＝ロイ・ジェンキンソン
ジョン＝ロイ・ジェンキンソン（John-Roy Jenkinson、1991年3月26日 - ）は、メジャーリーグラグビー・ラグビーATLに所属するラグビーユニオン選手。

## プロフィール
- 南アフリカ共和国ウースター出身[1]。
- ポジションはプロップ(PR)。
- 身長 181cm、体重 120kg
- ニックネームはジョン。
- U20南アフリカ代表に選ばれたことがある[2]。

## 略歴
7歳からラグビーを始めた。
グレンウッド高校、ノースウェスト大学、レオパルズ、ブルズを経て、2018年、宗像サニックスブルースに加入。同年8月31日に行われたジャパンラグビートップリーグ第1節の日野レッドドルフィンズ戦にて途中出場で日本での公式戦初出場を果たす。
2019年、宗像サニックスブルースを退団後、グリクアズを経て、2022年、ラグビーATLに加入。 